# Evangelische Kirche Dannenrod
Die Evangelische Kirche Dannenrod ist ein denkmalgeschütztes Kirchengebäude in Dannenrod, einem Ortsteil der Stadt Homberg im Vogelsbergkreis (Hessen). Die Kirchengemeinden Maulbach, Appenrod und Dannenrod gehören zum Dekanat Vogelsberg in der Propstei Oberhessen der Evangelischen Kirche in Hessen und Nassau.
Das Gebäude steht an der Stelle einer Vorgängerkirche, die wegen Baufälligkeit abgebrochen wurde. Der einfache Fachwerkbau wurde von 1706 bis 1707 errichtet und 1741 um einen leicht eingezogenen rechteckigen Chor verlängert. Das Dach ist auf dem Westgiebel mit einem kräftigen Haubendachreiter bekrönt, auf dem eine vergleichsweise sehr dünne Laterne thront. Das Gestühl im Schiff steht auf Kufen.